# Kyj Herkulův
Kyj Herkulův (Clavariadelphus pistillaris) je vzácná houba s plodnicemi kyjovitého tvaru z čeledi kyjovitých.

## Popis
Plodnice je asi 5–20 cm vysoká. V mládí je válcovitá či útle kyjovitá, záhy se však zřetelně kyjovitě rozšiřuje tak, že na bázi je úzká a v horní části nejširší. Její povrch je zejména ve stáří vrásčitý a důlkatý, nejdříve žlutý, žlutookrový a u starších plodnic okrově hnědý, občas s hnědofialovými tóny. Vrchol plodnice je vyboulený a zaoblený či tupě zahrocený.
Její dužnina má bělavou barvu, po poranění se může zbarvovat trochu do lila, její vůně je nevýrazná, chuť nahořklá. 
Výtrusy jsou elipsoidní, bezbarvé, velké 10–13 × 5–7 μm, výtrusný prach má nažloutlou barvu.

## Výskyt
Roste spíše vzácně od srpna do listopadu hlavně ve vápencových oblastech v listnatých lesích, hlavně pod buky a duby.

## Užití

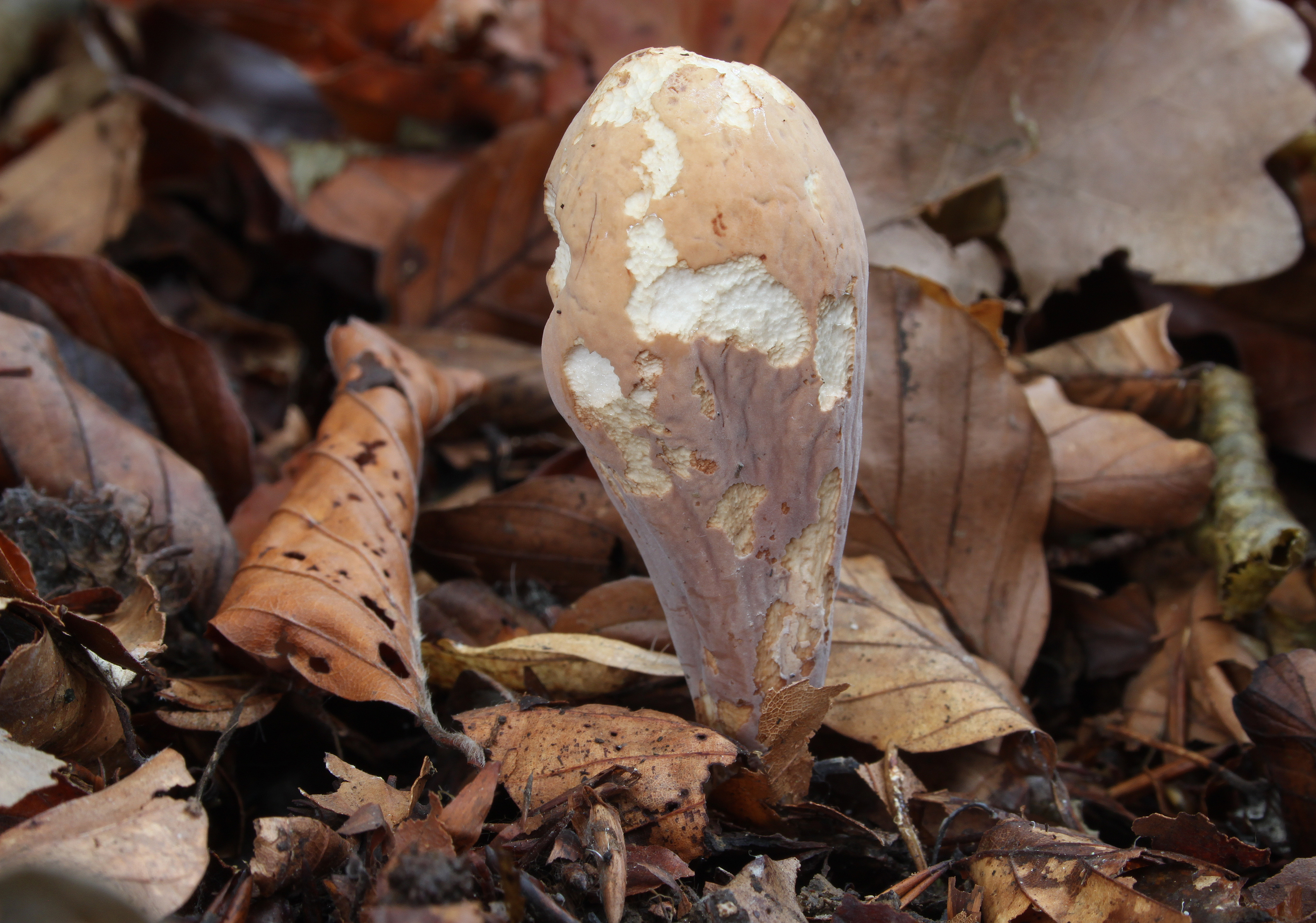
Kyj Herkulův (Clavariadelphus pistillaris), starší plodnice.

Bývá uváděn jako jedlý, pro nahořklou chuť dužniny je však méně chutný. Navíc se jedná o vzácný druh houby. Někteří autoři jej považují za nejedlého.

## Podobné druhy
- Velice vzácný kyj uťatý (Clavariadelphus truncatus) roste v horských jehličnatých lesích a má temeno plodnice ploché až vmáčklé, nikoli oblé.[3]
- Kyj jazýčkovitý (Clavariadelphus ligula) má mnohem menší plodnice se svraskalou pokožkou a roste spíše v jehličnatých lesích.[1][3]
- Další druhy kyjů jsou kyji Herkulovu velice podobné a velmi vzácné. Jde např. o kyj žlutotemenný (Clavariadelphus xanthocephalus) či kyj citronový (Clavariadelphus flavoimmaturus). Liší se např. mikroskopickými znaky či jinak.[1][3]